# 西薩塞克斯郡
西薩塞克斯郡（英語：West Sussex），英國英格蘭東南部的郡，南臨英倫海峽。奇切斯特是郡治。
西薩塞克斯沒有包含單一管理區，無論把它看待成非都市郡還是名譽郡，其面積都是1,991平方公里（非都市郡第27、名譽郡第30），人口都是770,900（非都市郡第9、名譽郡第27）。

## 地方沿革

### 1189、1888年
1189年，薩塞克斯在地理上被分為東薩塞克斯、西薩塞克斯兩部分。《1888年地方政府法案》在1888年4月1日生效後，東、西部分升格為行政郡，有獨立的郡議會。不過，法案沒有廢除薩塞克斯郡，如把它看待成名譽郡，它仍包含東、西薩塞克斯兩部分。

### 1974年
《1972年地方政府法案》在1972年4月1日生效後，薩塞克斯郡連僅有的名譽郡地位也喪失掉，被正式廢除；《1888年地方政府法案》新設的行政郡被全部廢除，原有行政郡地位的郡改獲其他郡級地位。東、西薩塞克斯都獲名譽郡、新設的非都市郡地位。在1888年起屬於東薩塞克斯郡西部的海沃茲希思、伯吉斯山、東格林斯蒂德等地，改歸西薩塞克斯郡管轄。

## 經濟
以下經濟數據來源是英國國家統計辦公室
| 年   | 地區生產總值 | 農業 | 工業  | 服務  |
| ---- | ------------ | ---- | ----- | ----- |
| 1995 | 8,564        | 208  | 2,239 | 6,116 |
| 2000 | 10,576       | 162  | 2,545 | 7,869 |
| 2003 | 12,619       | 185  | 2,520 | 9,915 |

## 行政區劃

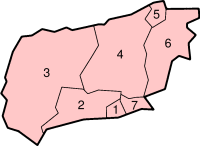
1. 沃辛
2. 阿倫
3. 奇切斯特
4. 霍舍姆
5. 克勞利
6. 中薩塞克斯
7. 埃德

西薩塞克斯實際管轄7個非都市區：沃辛（Worthing）、阿倫（Arun）、奇切斯特（Chichester）、霍舍姆（Horsham）、克勞利（Crawley）、中薩塞克斯（Mid Sussex）、埃德（Adur）。

## 地理
下圖顯示英格蘭48個名譽郡的分佈情況。西薩塞克斯東北與肯特郡相鄰，東與東薩塞克斯郡相鄰，南臨英倫海峽，西與漢普郡相鄰，北與薩里郡相鄰。布萊克當海拔280米，是郡內最高點。

## 旅遊

### 城堡、房屋
- 阿倫德爾城堡（Arundel Castle）：建於11世紀，諾福克公爵現的住處，英國一級建築。
- 布蘭伯城堡（Bramber Castle）：建於11世紀。
- Christ's Hospital：建於16世紀，寄宿學校。
- Goodwood House：建於18世紀，里士滿公爵住處。
- 海薩爾溫頓風車（High Salvington windmill）：建於18世紀，單柱風車，英國二級建築。
- Petworth House：建於17世紀，國家名勝古蹟信託資產。
- 阿帕克（Uppark）：建於17世紀，英國一級建築，國家名勝古蹟信託資產。
- 斯坦登（Standen）：建於19世紀工藝美術運動時期，國家名勝古蹟信託資產。
- 菲什本羅馬宮殿（Fishbourne Roman Palace）：建於1世紀（羅馬帝國統治不列顛時期），極具考古價值的小屋

### 博物館
- 安伯利-沃金博物館（Amberley Working Museum）：露天的鐵路博物館
- 威爾德-唐蘭露天博物館（Weald and Downland Open Air Museum）：佔地0.2平方公里，內有逾50幢13－19世紀的建築
- Pallant House Gallery：收藏20世紀英國藝術的藝術博物館
- 沃辛博物館和藝術廊（Worthing Museum and Art Gallery）：西薩塞克斯最大博物館

### 自然
- WWT阿倫德爾：野禽和濕地信託的九個自然保護區之一
- 南唐斯道 (South Downs Way)：160公里長的遠足徑，15條國家足跡之一，贯穿南唐斯国家公园
- Wakehurst Place Garden：建於20世紀的花園，國家名勝古蹟信託資產。

西薩塞克斯超過一半的土地都是受保護的郊野，適合市民、旅客散步和踏單車。

## 友好城市
- 法國 里永

## 外部連結
- 地理坐标：50°50′12″N 0°46′49″W / 50.83667°N 0.78028°W
- （英文） 西薩塞克斯郡議會 （页面存档备份，存于）